# Komfort cieplny

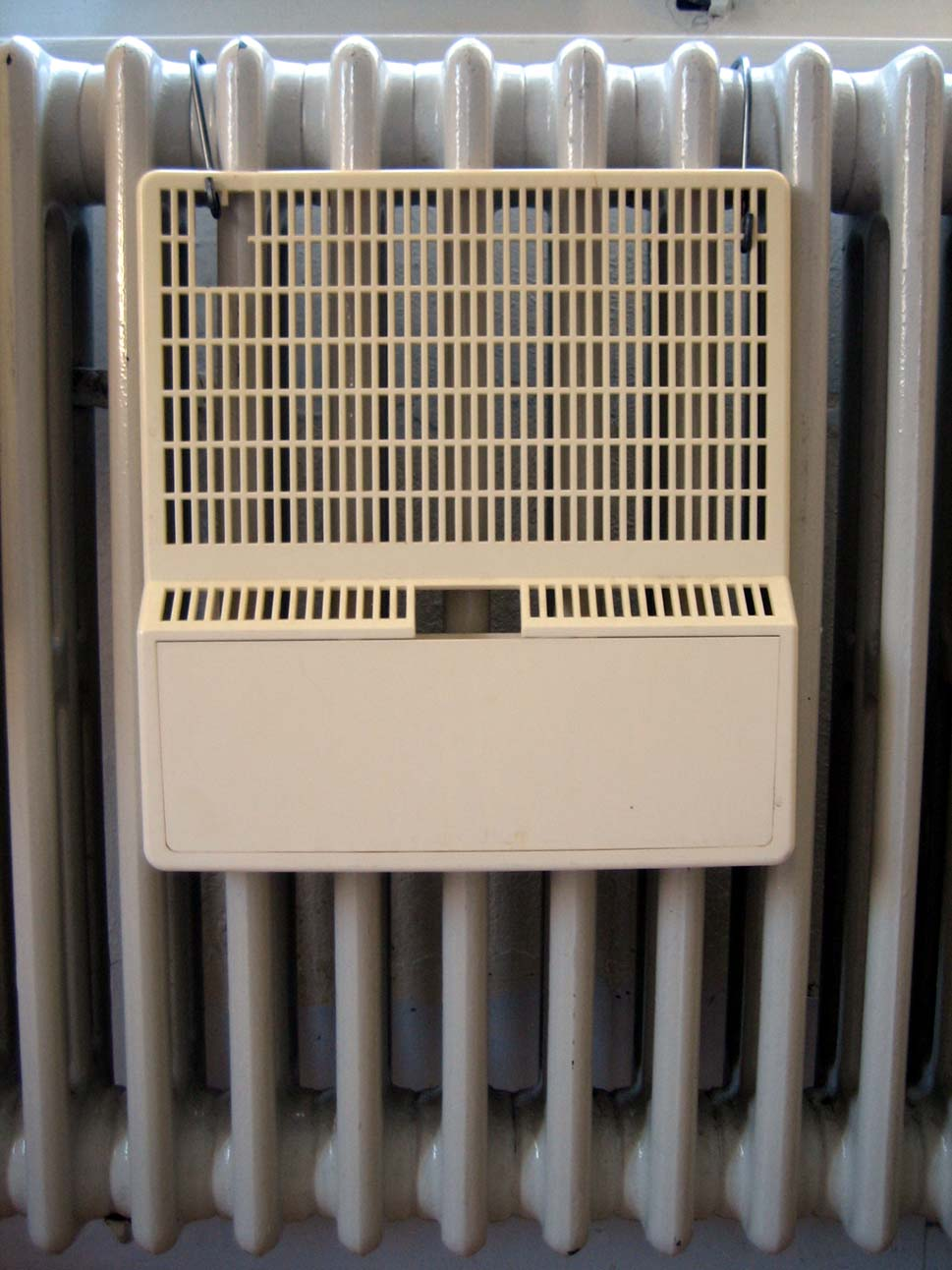
Ogrzewanie pomieszczeń może przyczynić się do odczucia dyskomfortu poprzez:
• wysoką temperaturę powierzchni,
• wysuszenie powietrza

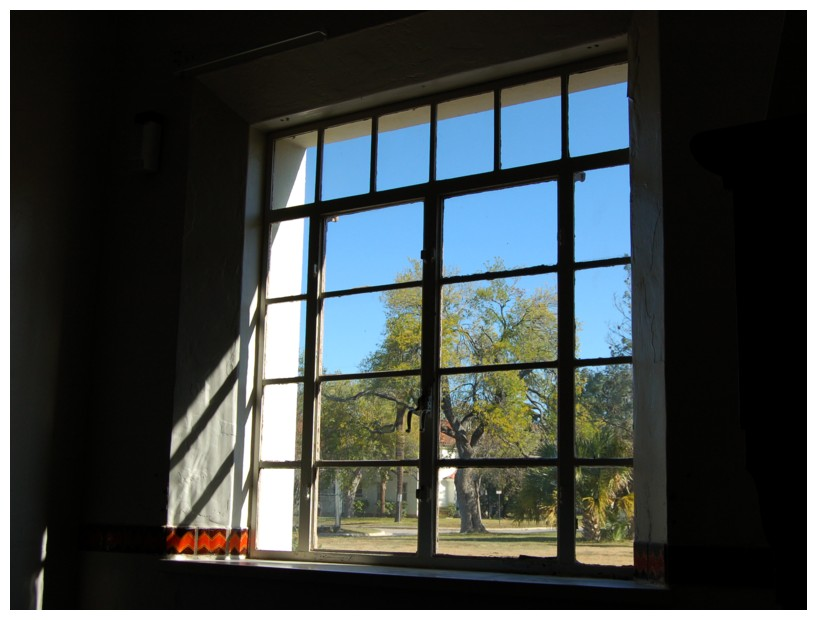
Duże powierzchnie szyb mogą prowadzić do nagrzewania się pomieszczeń

Komfort cieplny – stan, w którym człowiek czuje, że jego organizm znajduje się w stanie zrównoważonego bilansu cieplnego, tzn. nie odczuwa uczucia gorąca, ani zimna.
Dodatkowo komfort termiczny oznacza, że nie występuje żadne niepożądane nagrzewanie lub chłodzenie poszczególnych części ciała, na przykład chłodzenie karku i szyi przez przeciągi, czy nagrzewanie nóg przez ciepło ze zbyt ciepłej podłogi. W przypadku pomieszczeń określenie uczucia komfortu jest problematyczne, gdyż jest ono odczuwane indywidualnie i subiektywnie.
Badania na temat komfortu cieplnego prowadził duński naukowiec i inżynier, Ole Fanger. Wyniki tych badań stały się podstawą do opracowania międzynarodowych norm, m.in. Polskiej Normy PN-EN ISO 7730:2006 (Ergonomia środowiska termicznego. Analityczne wyznaczanie i interpretacja komfortu termicznego z zastosowaniem obliczenia wskaźników PMV i PPD oraz kryteriów lokalnego komfortu termicznego).

## PMV
PMV – (en. Predicted Mean Vote) jest wskaźnikiem, który przewiduje średnią ocenę dużej grupy osób określających swe wrażenia cieplne w siedmiostopniowej skali ocen:
- + 3 – gorąco
- + 2 – ciepło
- + 1 – dość ciepło
- 0 – obojętnie
- – 1 – dość chłodno
- – 2 – chłodno
- – 3 – zimno.

Wskaźnik PMV można określić, gdy zostanie oceniona aktywność fizyczna człowieka, oporność cieplna odzieży i gdy zostaną zmierzone następujące parametry środowiska: temperatura powietrza, średnia temperatura promieniowania, prędkość ruchu powietrza i cząstkowe ciśnienie pary wodnej. Wskaźnik PMV oparty jest na równowadze cieplnej ciała ludzkiego.
Zaleca się, aby wskaźnik PMV mieścił się w zakresie: -0,5<PMV<+0,5

## Zakres temperatur dających dobre samopoczucie
Zakres temperatury powietrza, w której człowiek czuje się dobrze, jest bardzo zróżnicowany. Zależy on od preferencji osobistych, ubrania, odżywienia, pory roku, wieku, płci. Na przykład temperatury zapewniające dobre samopoczucie, są zazwyczaj wyższe dla kobiet i osób starszych niż dla mężczyzn i osób młodszych. Ponadto w wyższych temperaturach człowiek czuje się lepiej latem niż zimą.

### Temperatura powietrza a temperatura otaczających powierzchni
Badania wzajemnych wpływów temperatury powietrza i otaczających powierzchni (nazywaną temp. promieniowania) wykazały, że odczucie temperatury przez człowieka odpowiada w przybliżeniu średniej pomiędzy wartościami tych obu temperatur. Duże różnice pomiędzy temperaturą powietrza a temperaturą promieniowania odczuwane są przez człowieka jako dyskomfort nawet przy wystarczająco wysokich temperaturach powietrza. Szczególnie nieprzyjemne są duże, zimne powierzchnie ścian lub okien.

### Optymalne temperatury powietrza
Jeżeli badaną osobę umieści się w komorze klimatycznej i podda ją działaniu różnych temperatur, można ustalić zakres, w którym zachowana zostaje równowaga cieplna organizmu. Zakres ten nazywa się strefą regulacji naczyniowo-ruchowej, gdyż w obrębie tych granic gospodarka cieplna jest utrzymywana w równowadze, głównie w wyniku regulacji rozmieszczenia krwi. Ten zakres temperatur określany jest jako strefa zapewniająca dobre samopoczucie. Zimą, dla osoby ubranej, powinna mieścić się ona przeważnie między 20 °C a 23 °C.
Latem, ze względu na „lżejsze” ubranie, temperatura komfortu jest wyższa i wynosi ok. 24–28 °C.
Przy podniesieniu temperatury powyżej tego zakresu powstaje najpierw niewielki dodatni bilans cieplny i występuje ogrzanie się ciała. Ten zakres temperatury nazywa się strefą regulacji cieplnej przez wyparowanie wody. Jeżeli rozgrzanie przekroczy określoną wartość (tolerancja upału), wewnętrzna ciepłota ciała gwałtownie rośnie, co w stosunkowo krótkim czasie prowadzi do śmierci z powodu udaru cieplnego.
Zakres temperatury leżącej poniżej strefy regulacji naczyniowo-ruchowej charakteryzuje się ujemnym bilansem cieplnym organizmu, gdyż w obrębie tego zakresu cały ubytek ciepła przewyższa jego wytwarzanie we wnętrzu ciała. Ten zakres nazywa się strefą fizycznego oziębienia. Utrata ciepła dotyczy przy tym najpierw obwodowych części ciała, które przez pewien czas mogą wytrzymać deficyt ciepła. Przy skrajnym wyziębieniu organizmu dochodzi do hipotermii.

## Prawidłowa wentylacja
Dobry system wentylacji czy klimatyzacji powinien zagwarantować odpowiedni komfort w pomieszczeniu. Ważne jest zachowanie odpowiedniego rozkładu temperatury, prędkości powietrza, czystości powietrza (mechanicznego i fizykochemicznego) oraz niskiego poziomu hałasu.
Rozwiązania wykorzystujące klimakonwektory oraz klimatyzatory mają wady w postaci dużego poziomu hałasu, wysuszania powietrza, konieczności stosowania instalacji odprowadzania skroplin, duże koszty eksploatacji urządzeń. Rozwiązaniem, jest stosowanie przewodowych systemów klimatyzacji obejmujących rozdział powietrza w klimatyzowanych pomieszczeniach. Najtańszym rozwiązaniem jest wentylacja naturalna. Zaletą klimatyzacji jest możliwość dopasowania parametrów powietrza w strefie przebywania ludzi do warunków komfortu cieplnego przez cały rok oraz możliwość wykorzystania odzysku ciepła (rekuperacji), ale wadą jest wysoki koszt budowy i eksploatacji.
Zaletą wentylacji grawitacyjnej jest niski koszt budowy i eksploatacji, ale wadą niemożliwość zapewnienia warunków komfortu szczególnie w okresach od wiosny do jesieni z uwagi na uzależnienie jej pracy od różnicy temperatur powietrza wewnątrz i na zewnątrz.

## Bilans ciepła organizmu człowieka
W warunkach komfortu cieplnego bilans cieplny organizmu jest zrównoważony, a oddawanie ciepła odbywa się przez promieniowanie, konwekcję i pocenie niewyczuwalne oraz przez parowanie z dróg oddechowych. Temperatura ciała w stanie spoczynku wynosi około 37 °C, a średnia temperatura powierzchni skóry mieści się w przedziale 32–34 °C.
Organizm człowieka oddaje ciepło:
- na drodze biernej poprzez:
  - promieniowanie ok. 60%
  - przewodzenie (styczność) ok. 3%
  - konwekcję (unoszenie) ok. 15%
- na drodze czynnej poprzez:
  - odparowanie wody z potu wydzielonego na powierzchnię skóry ok. 22%.

Utrata ciepła z organizmu człowieka zachodzi głównie przez skórę. W normalnych warunkach pracy człowiek traci około 50–70% ciepła swego ciała drogą wypromieniowania ciepła do otaczających powierzchni i przedmiotów. W chłodnym środowisku pracy, przy niskiej temperaturze ścian, utrata ciepła drogą wypromieniowania może wynosić 80% i więcej.

### Kształtowanie mikroklimatu
Wszystkie obecnie stosowane normy mikroklimatu oparte są wyłącznie na parametrach fizycznych, lecz określenia wartości optymalnych oraz dopuszczalnych dla tych parametrów dokonuje się na podstawie wyników badań kompleksowego wpływu wszystkich parametrów mikroklimatu na funkcje fizjologiczne organizmu człowieka. Rozróżnia się normy określające warunki:
- optymalne
- dopuszczalne
- krańcowo dopuszczalne.

Za optymalne uważa się takie warunki mikroklimatu, które zapewniają zachowanie wyrównanego bilansu cieplnego organizmu. Wszelkie odchylenia od warunków optymalnych powodują uczucia uciążliwości, obniżają sprawność funkcji fizjologicznych.
Jako dopuszczalne określa się takie warunki, które wprawdzie nie zapewniają człowiekowi komfortu termicznego, lecz nie powodują zaburzeń funkcji fizjologicznych i szkody dla zdrowia. W takich warunkach aktywnie działają mechanizmy termoregulacji ciała (obfite wydzielanie potu, przyspieszony oddech, rozszerzenie naczyń krwionośnych).
Normy krańcowe dopuszczalne określają takie graniczne wartości parametrów mikroklimatu, których przekroczenie grozi poważnymi zaburzeniami funkcjonowania organizmu i upośledzeniem stanu zdrowia.

### Oddziaływanie mikroklimatu na organizm
Człowiek ma duże możliwości dostosowania się (aklimatyzacji) do różnych warunków klimatycznych. Zakres zmian temperatury otoczenia, w którym człowiek ma możliwość sprawnego działania, jest stosunkowo szeroki (od –50 °C do +50 °C, czyli ok. 100 °C). Dłuższe przebywanie człowieka w skrajnie niekorzystnych warunkach powoduje niekorzystny wpływ.

#### Mikroklimat gorący
Utrata ciepła przy zbyt wysokiej temperaturze odbywa się w sposób bierny (promieniowanie, przewodzenie i konwekcja) i czynny (parowanie potu). W czasie ciężkiej pracy fizycznej w wysokiej temperaturze ilość potu może osiągnąć 3–4 litry na godzinę. Obfite pocenie powoduje także utratę elektrolitów (soli Na, K, Cl i innych) co może spowodować zaburzenia w gospodarce elektrolitycznej człowieka. Wysoka temperatura otoczenia może spowodować omdlenie cieplne, kurcze cieplne, wyczerpanie i udar.

#### Mikroklimat zimny
Zagrożenie występowaniem zmian wywołanych przez działanie zimna jest zależne od stopnia utraty ciepła drogą przewodnictwa (wilgotna odzież, kontakt z zimnym metalem), konwekcji (oziębienie przez wiatr) i promieniowania (zależnie od różnicy ciepłoty ciała i otoczenia). Zmiany ogólne, występujące pod wpływem skrajnego wyziębienia organizmu nazywane są hipotermią.